# Makadewaagamiitigweyaawininiwag
Mekadewagamitigweyawininiwak (Black River Chippewa, Makadewaagamiitigweyaawininiwag), jedna od brojnih bandi Chippewa Indijanaca s Black Rivera u jugoistočnom Michiganu. Njihovo ime koje nose prema lokalitetu znači "the people of the Blackwater River."  Od godine 1807. do 1836. žive na rezervatu u Port Huronu a danas su njihovi potomci dio nacije Saginaw Chippewa u koju još pripadaju Swan Creek i Saginaw s kojima su 18. lisopada 1864. uključeni u ugovor i smješteni na rezervat Isabella Indian Reservation blizu Mount Pleasanta. Njihovo naselje Black River u njihovom jeziku zove se Makadewaagamiitigweyaang.

## Vanjske poveznice
- Treaty with The Chippewa of Saginaw, Swan Creek, and Black River  Arhivirana inačica izvorne stranice od 11. kolovoza 2014. (Wayback Machine)
- Saginaw Chippewa Indian Tribe  Arhivirana inačica izvorne stranice od 8. travnja 2009. (Wayback Machine)